# 中坪站
中坪站（韓語：중평역）是朝鮮民主主義人民共和國平安南道顺川市的一個鐵路車站，属于满浦线。

## 历史
- 1932年11月1日，开通使用。

## 邻近车站
满浦线
顺川站 - 中坪站 - 阁岩站